# Île Kagalaska
L'île Kagalaska fait partie des îles Andreanof de l'archipel des Aléoutiennes en Alaska. L'île fait 14,5 km de long pour 11,3 km de large et d'une surface de 164 km2. Elle est séparée de l'île d'Adak par le détroit de Kagalaska (Aakayuudax en aléoute) qui mesure environ 400 mètres de large en son point le plus étroit.
L'île est couverte de dunes et de sable, contrairement à d'autres îles de l'Alaska aux côtes abruptes et accidentées. Elle offre des aires de nidification pour les oiseaux de mer et l'été est un site de repos pour  les phoques.